# Alenka Taštanoska
Alenka Taštanoska, slovenska političarka
Med 1. avgustom 1999 in 15. junijem 2000 je bila državna sekretarka Republike Slovenije na Ministrstvu za šolstvo, znanost in šport Republike Slovenije.